# 吕城站
吕城站，是京沪铁路上，丹阳市境内的一个车站，归属中国铁路上海局集团有限公司镇江直属站管辖。车站建于1907年，1999年投资十万元人民币新建候车室。早期曾有部分普通旅客列车、普通旅客快车在车站停靠，2007年4月18日第六次大提速后停办，目前车站只办理专用线货运业务:561:53。
吕城内设有通往常州奔牛国际机场的专用线，建于1962年，长3.5公里，服务中国航油常州供应站和中国人民解放军东海舰队，主要运送辛醇、二丁酯、二辛酯等化学品以及其他军用物资:157:557。

## 未来发展
该站是沪宁城际铁路的预留车站，但截止至2020年6月城际车站的建设仍未有实际进展。